# Bidens socorrensis
Bidens socorrensis là một loài thực vật có hoa trong họ Cúc. Loài này được R.C.Moran & G.A.Levin mô tả khoa học đầu tiên năm 1989.